# Nepalgrella kortaliensis
Nepalgrella kortaliensis is een hooiwagen uit de familie Sclerosomatidae.